# When I Was Older
When I Was Older è un singolo della cantante statunitense Billie Eilish, pubblicato il 9 gennaio 2019 come primo estratto dalla colonna sonora del film Roma.

## Tracce
Testi e musiche di Billie Eilish O'Connell e Finneas O'Connell.
1. When I Was Older – 4:30

## Formazione
- Billie Eilish – voce
- Finneas O'Connell – produzione
- Rob Kinelski – missaggio
- John Greenham – mastering

## Classifiche
| Classifica (2019) | Posizione massima |
| ----------------- | ----------------- |
| Grecia            | 52                |
| Lettonia          | 91                |
| Lituania          | 67                |